# أمبير، بارانا
أمبير هي بلدية في ولاية بارانا في المنطقة الجنوبية من البرازيل.